# Juffrouw Perlefinneke
Juffrouw Perlefinneke is het 78ste stripverhaal van Jommeke. De reeks wordt getekend door striptekenaar Jef Nys.

## Verhaal
Wanneer Flip volgens Jommeke veel te dik is, trapt hij het af. Hij komt terecht bij juffrouw Perlefinneke. Omdat ze nooit getrouwd is, gaan Jommeke en zijn vriendjes op zoek naar een man voor haar. Dit brengt hen natuurlijk in de gekste situaties.
Juffrouw Perlefinneke komt voorlopig enkel nog voor in album nr 100, Het Jubilee. Door haar huwelijk met Samojan is ze koningin van de Polinesische eilanden.